# Lean

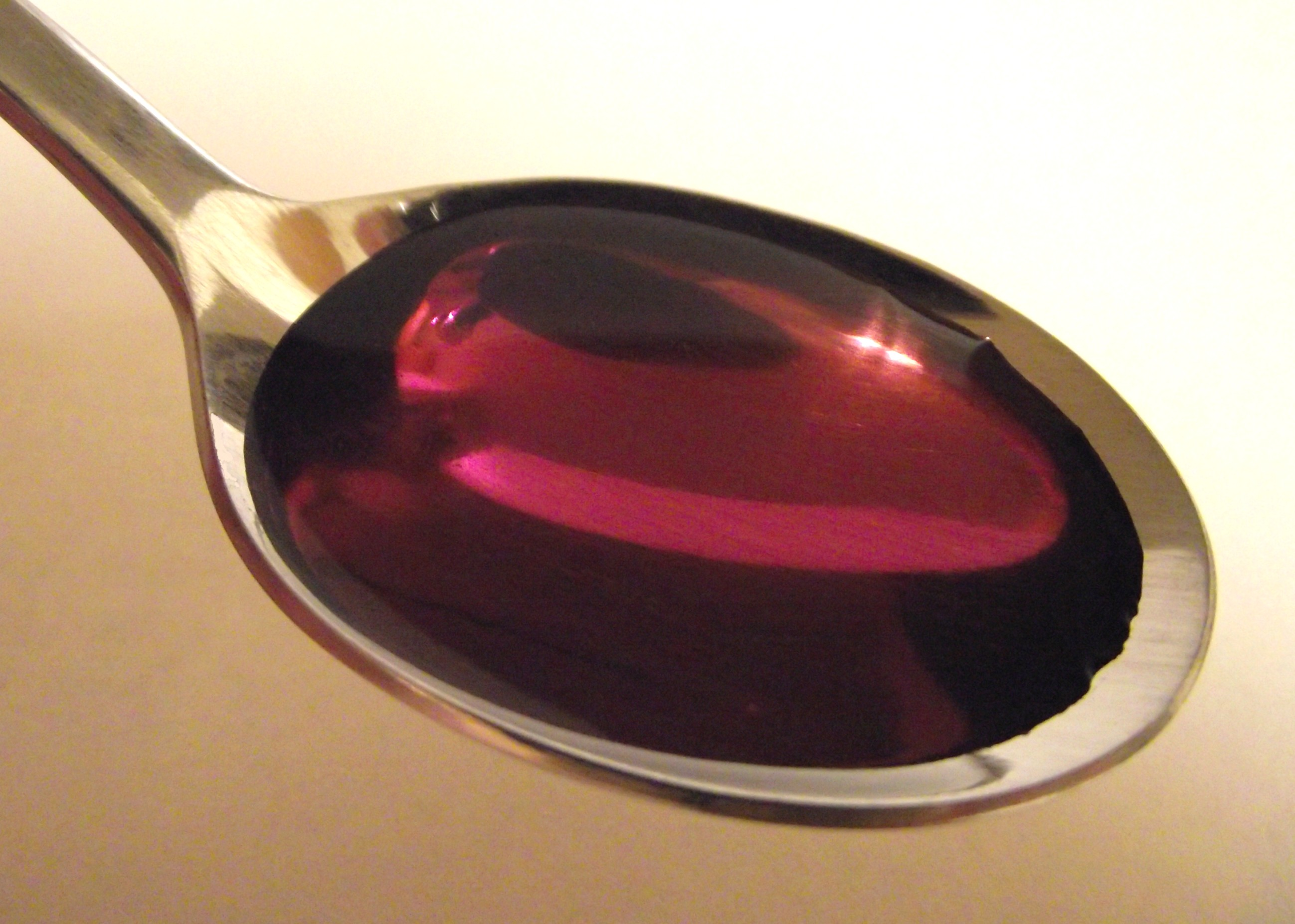
Un cucchiaio di soluzione di sciroppo contenente codeina e prometazina, caratterizzato dal colore viola.

Il termine lean, in alternativa anche texas tea, wock, purple drank o sizzurp, è usato per indicare una droga ricreativa composta da una miscela omogenea di uno sciroppo per la tosse a base di codeina e prometazina e una bevanda gassata, nella maggior parte dei casi con la Sprite.

## Descrizione
Questo composto è diventato famoso nella comunità hip hop americana degli anni '90, originariamente a Houston. In Italia, come in altre parti del mondo, è meglio conosciuto per la sua associazione con la scena trap, dal momento che negli ultimi anni artisti come Playboi Carti l'hanno ampiamente popolarizzata nei propri testi e in certi casi durante i loro concerti.
Per la preparazione di tale droga, viene utilizzato generalmente sciroppo per la tosse, contenente codeina o prometazina. La codeina è derivata dalla pianta del papavero da oppio (simile alla morfina) ed è uno degli oppioidi più deboli. Tuttavia, è ancora altamente avvincente e potenzialmente dannoso per il corpo se usato in quantitativi maggiori rispetto a quelli consigliati per il trattamento della tosse. Lo sciroppo viene poi miscelato con bevande gassate, per rendere la miscela bevibile a causa dell'elevata densità derivante dalla presenza dello sciroppo. Il colore della soluzione risulta generalmente violaceo a causa dei coloranti contenuti nello sciroppo o nella bibita utilizzata come diluente.

## Storia
Secondo quanto scritto dall'autore di Houston Lance Scott Walker, la lean cominciò la sua fama negli anni '60 in quella città, quando i musicisti blues prendevano del Robitussin mischiato alla birra. Nei decenni successivi la bevanda otterrà più popolarità, soprattutto grazie ad artisti hip hop come DJ Screw. Alla droga è infatti attribuita l'ispirazione per il suo tipico stile "chopped and screwed". Nel giugno del 2000, con il singolo dei Three 6 Mafia "Sippin' on Some Syrup", il termine "Purple Drank" diviene popolare a livello nazionale.

## Effetti
Gli effetti della lean sono pesanti. Effetti collaterali euforici, che sono accompagnati da "disabilità motoria, letargia, sonnolenza e una sensazione dissociativa da tutte le altre parti del corpo". L'autrice di Houston, Lance Scott Walker, ha notato che la combinazione super dolce di soda, sciroppo per la tosse e Jolly Ranchers dà un sapore e una sensazione che rimane sulla lingua per una durata prolungata. Questo fenomeno è spesso attraente per i principianti. La lean è spesso usata in combinazione con alcol e/o altri farmaci. La prometazina attiva un enzima epatico che rende gli effetti della codeina molto più intensi, con effetti simili a quelli provocati dalla combinazione di glutetimide (Doriden) e codeina, popolare nelle strade dagli anni settanta fino ai primi anni novanta quando la produzione della prima delle due componenti è stata sospesa. 
Un gran numero di morti è stato attribuito a questa combinazione.

### Pericoli
In un articolo che segue il ricovero in ospedale del rapper Lil Wayne, accusato di essere collegato alla lean, il Los Angeles Times ha parlato al medico e all'ospedale George Fallieras sui pericoli dell'invenzione. Fallieras ha dichiarato che nella sua destinazione d'uso, "la codeina nella medicina serve come antidolorifico e sopprime anche la tosse. Un secondo farmaco nello sciroppo per la tosse, noto come prometazina, viene usato come antistaminico e comunemente usato per trattare la chinetosi e la nausea. Ha anche una funzione sedativo utilizzata per impedire al paziente di bere troppo sciroppo [...] Lo sciroppo per la tosse, se assunto in quantità appropriatamente prescritte, è piuttosto sicuro." 
I pericoli insorgono a dosaggi più elevati perché la prometazina è un depressivo del sistema nervoso centrale e la codeina è un depressivo respiratorio. Quando la codeina viene assunta in quantità molto elevate, può causare l'arresto della respirazione. L'uso di alcol e altre droghe insieme al consumo di Purple Drank aumenta la possibilità di problemi. Fallieras ha dichiarato che la miscela non provoca le stesse crisi ma aumenta la loro probabilità in quelle a loro sensibili. La bevanda include una quantità "massiccia" di codeina, un oppiaceo, che può dare dipendenza in dosi elevate, e Fallieras afferma che "la prometazina è stata notata almeno aneddoticamente per intensificare gli effetti euforici della codeina nel cervello". 
Interrompere l'uso regolare può causare sintomi di astinenza.
In un'intervista del 2008 con MTV News, Lil Wayne ha descritto l'astinenza da lean come una sensazione di "avere la morte stessa nello stomaco. Tutti vogliono che io cessi l'uso di questo e quell'altro. Ma non è così facile".

## Morti a causa dell'uso

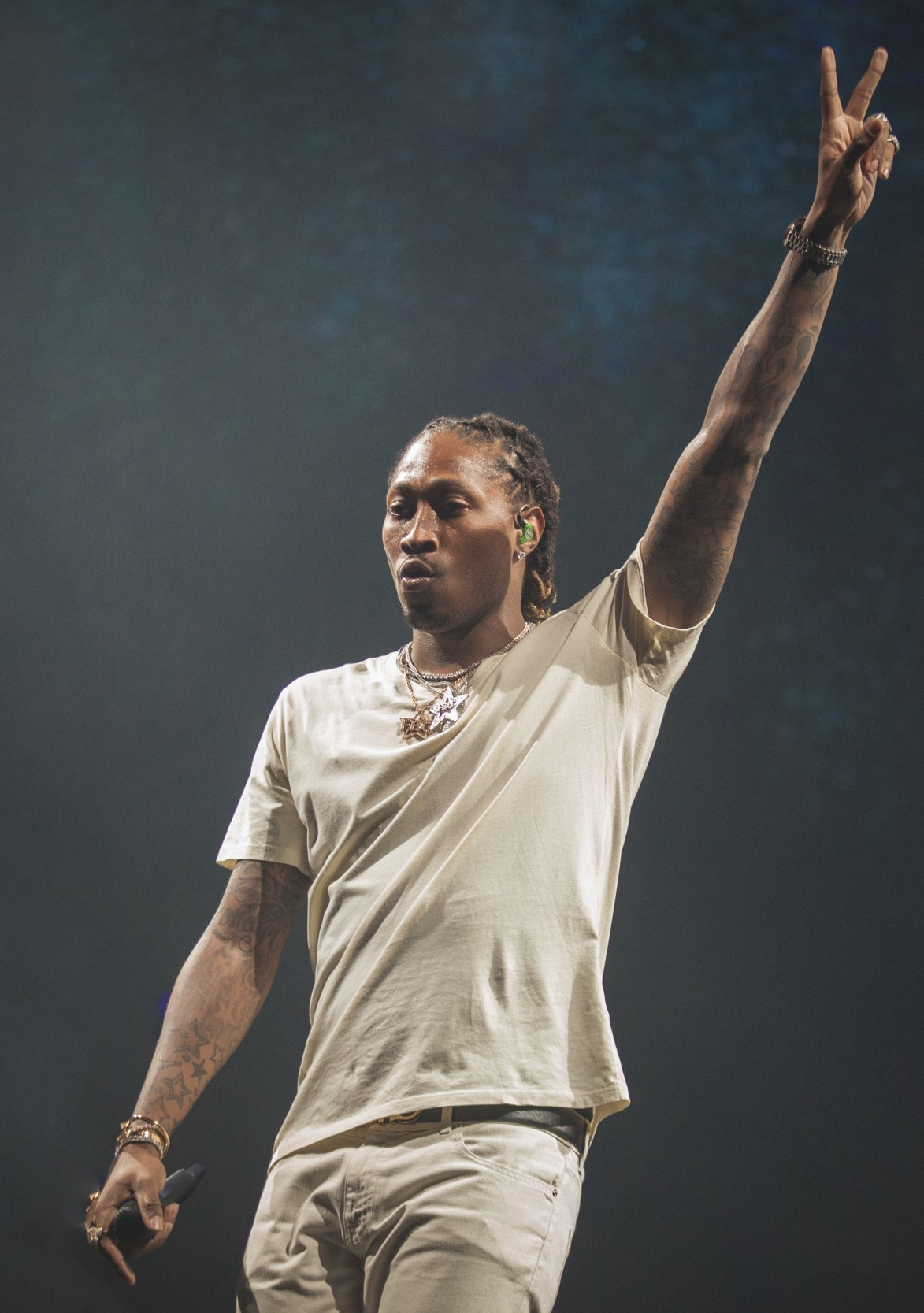
Nel 2019, il rapper Future ha parlato pubblicamente della pericolosità della lean dopo aver appreso come la sua musica ha influenzato gli adolescenti a provare la droga.

La lean è stata confermata o sospettata come causa della morte di diversi VIP.
DJ Screw, che ha reso popolare la bevanda a base di codeina, è morto per overdose di codeina-prometazina-alcol il 16 novembre 2000, diversi mesi dopo il debutto del video di Three 6 Mafia.
Big Moe, i suoi album City of Syrup e Purple World erano basati sulla bevanda e che è stato descritto come "aver rapportato ossessivamente la droga", morto all'età di 33 anni il 14 ottobre 2007, dopo aver avuto un infarto una settimana prima che lo mandasse in coma. C'era la speculazione che la purple drank potesse aver contribuito alla sua morte. 
Pimp C, influente rapper di Port Arthur, Texas e membro del duo rap UGK, è stato trovato morto il 4 dicembre 2007, al Mondrian Hotel di West Hollywood, in California. L'ufficio del coroner della contea di Los Angeles ha riferito che la morte del rapper era "dovuta a effetti di codeina/prometazina e ad altri fattori non stabiliti". Ed Winter, vice capo del Coroner's Office, disse che i livelli del farmaco erano elevati, ma non abbastanza da ritenere la morte un sovradosaggio. Tuttavia, Pimp C aveva una storia di apnea notturna, una condizione che fa smettere di respirare per brevi periodi durante il sonno. Un portavoce dell'ufficio del coroner ha detto che la combinazione di apnea del sonno e farmaci per la tosse ha probabilmente soppresso il respiro del rapper Pimp C abbastanza a lungo da provocare la sua morte.
Fredo Santana, un rapper americano che spesso faceva riferimenti alla bevanda nella sua musica, è morto per un infarto il 19 gennaio 2018. Secondo TMZ, aveva sofferto di problemi al fegato e ai reni, che si credeva essere il risultato della sua dipendenza.